# Maria Teresa de Borbó-Dues Sicílies (emperadriu d'Àustria)
Maria Teresa de Borbó-Dues Sicílies, emperadriu d'Àustria (Nàpols 1772 - Viena 1807). Princesa de les Dues Sicílies amb el tractament d'altesa reial que es maridà amb l'emperador Francesc I d'Àustria.
Nascuda a Nàpols el dia 6 de juny de 1772 sent filla del rei Ferran I de les Dues Sicílies i de l'arxiduquessa Maria Carolina d'Àustria. Maria Teresa era neta per via paterna del rei Carles III d'Espanya i de la princesa Maria Amàlia de Saxònia i per via materna de l'emperador Francesc I, emperador romanogermànic i de l'arxiduquessa Maria Teresa I d'Àustria.
El dia 15 d'agost de 1790 es casà per poders amb l'emperador Francesc I d'Àustria i posteriorment la unió fou ratificada a Viena el dia 19 de setembre del mateix any. Francesc era fill de l'emperador Leopold II, emperador romanogermànic i de la infanta Maria Lluïsa d'Espanya. Maria Teresa i Francesc eren doblement cosins germans, ja que l'emperador Leopold II, emperador romanogermànic era germà de l'arxiduquessa Maria Carolina d'Àustria i el rei Ferran I de les Dues Sicílies era germà de la infanta Maria Lluïsa d'Espanya.
La parella tingué dotze fills:
- SAIR l'arxiduquessa Maria Lluïsa d'Àustria, nada a Viena el 1791 i morta a Viena el 1847. Es casà amb l'emperador Napoleó I de França el 1810 en primeres núpcies; en segones núpcies amb el comte Adam Adalbert von Neipperg; i en terceres núpcies, amb el comte Charles de Bombelles.
- SM l'emperador Ferran I d'Àustria, nat el 1793 a Viena i mort el 1875 a Praga. Es casà amb la princesa Maria Anna de Savoia.
- SAIR l'arxiduquessa Maria Carolina d'Àustria, nada a Viena el 1794 i morta a Viena el 1795.
- SAIR l'arxiduquessa Carolina d'Àustria, nada a Viena el 1795 i morta al Castell de Hetzendorf el 1799.
- SAIR l'arxiduquessa Maria Leopoldina d'Àustria, nada a Viena el 1797 i morta a Rio de Janeiro el 1826. Es casà amb el rei Pere IV de Portugal.
- SAIR l'arxiduquessa Maria Clementina d'Àustria, nada a Viena el 1798 i morta al Castell de Chantilly el 1884. Es casà amb el príncep Leopold de Borbó-Dues Sicílies.
- SAIR l'arxiduc Josep Francesc d'Àustria, nat el 1799 a Viena i mort el 1807 al Palau de Laxenburg.
- SAIR l'arxiduquessa Maria Carolina d'Àustria, nada a Viena el 1801 i morta a Dresden el 1832. Es casà amb el rei Frederic August II de Saxònia.
- SAIR l'arxiduc Francesc Carles d'Àustria, nat a Viena el 1802 i mort a Viena el 1878. Es casà amb la princesa Sofia de Baviera.
- SAIR l'arxiduquessa Maria Anna d'Àustria, nada a Viena el 1804 i morta el 1858 a Baden bei Wien.
- SAIR l'arxiduc Joan d'Àustria, nat a Viena el 1805 i mort el 1809
- SAIR l'arxiduquessa Amàlia d'Àustria, nada a Viena el 1807 i morta el mateix any a la mateixa ciutat.

Maria Teresa morí l'any 1807 a Viena. Posteriorment el seu marit es casà en dues ocasions.